# Tell Me Why (コンピュータゲーム)
『Tell Me Why』はエピソード形式のナラティブ・アドベンチャーゲームである。Dontnod Entertainmentが開発し、Xbox Game Studiosから発売された。3つのエピソードで構成され、Microsoft WindowsとXbox One向けに発売された。本作は、テレパシーを通して互いに話をする能力を持った双子のきょうだいであるタイラー・ローナンとアリソン・ローナンを描き、2人はアラスカ州の僻地にある故郷の町で10年後に再会し、母親であるメリーアン・ローナンの死の真相を調べる。物語が2人の子ども時代のトラウマを掘り下げたり、重要な瞬間について互いに記憶が食い違っていたりするように、物語に繰り返し現れるテーマは記憶の誤謬である。
『Tell Me Why』は2019年11月14日に発表され、AAAタイトルで主要なキャラクターとして初めてトランスジェンダーのキャラクターを主役にしたため、開発する間メディアに注目された。LGBTのキャラクターの描写が忠実かつ敬意を払っていると確実に受け止められるようにするため、開発チームはGLAADのような関連する専門家に助言を求めた。GLAADはLGBTの人々に関するマスコミ報道をチェックするため創設された非政府組織（NGO）である。また、アリソンと離れていた時期に性別移行をしたタイラーの声優として、Dontnodはトランス男性に協力を求めた。加えて、本作の題材の一つに少数民族トリンギットが含まれているため、作品の開発に当たっては専門の組織が協力している。
『Tell Me Why』は概ね好意的な批評を受け、トランスジェンダーの話題のような文化的に取り扱いの難しいテーマについて、巧みに対処したことはもちろん、複雑なキャラクター、声の演技、物語の設計、設定についても批評家から賞賛が得られた。一方で、ストーリーテリングが一貫性に欠けるといった指摘や、魅力的なゲームプレイが欠如しているといった指摘が多く寄せられた。

## ゲームプレイ
プレイヤーはアメリカ人の双子、タイラー・ローナン（声：August Aiden Black）とアリソン・ローナン（声：Erica Lindbeck）を操作する。衝撃的な出来事により母親のメリーアン・ローナンが亡くなり、10年間互いに離れて過ごした後、タイラーとアリソンは子供の頃に過ごした家を再訪する。また、メリーアンの友人であるサムにより維持管理された家の他に、双子はアラスカ州にある架空の町デロス・クロッシングを再訪し、地元の住人と交流する。双子はテレパシーで互いに会話できる超能力のような結び付きを共有し、過去の出来事についてしばしば細部にわたって現れるビジョンを目にする。3つのエピソードにわたる一連のシナリオで、双子は過去の出来事の記憶とビジョンを見るときに、また、出来事が徐々に明らかになり全貌を知るときに、過去について異なる解釈をするため、本作の主要なゲームシステムではプレイヤーが双子を導く必要がある。過去の出来事について、プレイヤーがキャラクターに信じてほしい見解に基づいて決定し、このことはゲームの物語の結果に影響を与える。デロス・クロッシングの住人と交流するときであれ、子どものときに遊んだ物語集を読むときであれ、プレイヤーはアリソンの意見とタイラーの意見を行ったり来たりすることがある。大半のパズルは物語集にまとめられた隠喩を解読することから導き出される。このことはメリーアンが自分のために想像したおとぎ話の生活と現実に何とか対処するために行った奮闘を掘り下げる。
トランス男性としてのタイラーのアイデンティティは物語の中で時折話題にされたり、言及されたりする。北アメリカ太平洋沿岸北西部の先住民コミュニティであるトリンギット族の文化を掘り下げ、デロスの警察署長エディ・ブラウンやマイケルのようなトリンギット族のキャラクターを複数取り上げている。マイケルはアリソンの友人で同僚であり、タイラーの恋愛の対象になる可能性のあるキャラクターでもある。フィリピン系アメリカ人の文化とフィリピンのカトリック信仰の側面はテッサ・ヴェッチを通して掘り下げられている。テッサは以前メリーアンと友人であったキャラクターで、アリソンの雇い主であり、夫のトム・ヴェッチと一緒に地元のカフェと小売店を経営している。トムはゲーム中、デロス・クロッシングの市長選挙に立候補している。前述のNPCと交流するときに行ったプレイヤーの決断は、これらのキャラクターの状況と双子との関係性を明確にする。双子の1人の態度と行動がもう1人の信念や記憶を認めるかどうかに応じて、双子の結び付きが試される。

## ストーリー
本作は子どもの頃のタイラーが正当防衛でメリーアンを殺したことを自供する2005年の回想シーンから始まる。10年後、大人になったタイラーは少年院を去り、アリソンと再会する。アリソンは事件の捜査官であったエディに養子として引き取られた。双子は前を向いて進もうと考え、子どもの頃住んでいた家を売るためにデロス・クロッシングに戻ったが、サムの努力にもかかわらず家は修理が必要な状態になっていた。サムはメリーアンが亡くなった後アルコール依存症になった。双子は家を探索する間に子ども時代の記憶、特におとぎ話について思い出す。おとぎ話は逃げ出したお姫さまと2人のゴブリンについての話で、メリーアンによって語られる。メリーアンはそれらの物語をイラスト入りの冊子「ゴブリンの本」にまとめた。タイラーのジェンダーアイデンティティに関してテッサとメリーアンが話し合っていたことを双子は知り、テッサの店を訪れる。店でメリーアンの行動が亡くなる少し前に次第に不安定になっていたと言われる。その後、双子はデロス警察署でエディと話すが、エディはメリーアンのファイルを見たいという双子の要求を断る。アリソンはメリーアンをハサミで刺したときのフラッシュバックを起こし、心的外傷後ストレス障害に悩まされるようになる。
翌朝、双子は警察署の資料室に侵入し、メリーアンに関するファイルを発見する。エディは双子の侵入を見つけた後、テッサの唆しについて警告するためにメリーアンを訪ねたことを認める。双子はテッサと対峙し、テッサは自分の行動を正当だと説明し、メリーアンがコミュニティから孤立しており、さらに、メリーアンの精神が不安定であり、親として適格ではないと考え、子どもたちを危険にさらしていたと主張した。双子が家に戻ると、隣接する納屋が燃えており、放火犯が現場から逃走するのを見つける。火を消した後、放火犯が納屋の床下の部分に侵入しようとしたことに気づく。納屋の床下には鍵のかかった箱があり、箱の中でメリーアンに中絶するように指示する人物からの手紙を見つける。その後、メリーアンがボートの上の見知らぬ男性と口論していたこと思い出すが、アリソンはタイラーと意見が合わず、タイラーから離れる。
メリーアンの死に対する罪悪感と不安に悩まされ、アリソンの精神状態は悪化し、パニック発作につながる。発作から回復した後、アリソンはサムが自分たちの父親なのか質問するためにサムを訪ねるが、代わりにサムが持っていた古い写真から納屋の上に隠された屋根裏部屋があることを発見する。双子は屋根裏部屋を調査するために再び協力し、複雑なパズルのある部屋を見つける。双子はゴブリンの本を使ってパズルを解き、メリーアンのおとぎ話が実は彼女のつらい過去の隠喩であったことを発見する。メリーアンは高圧的な家族のもとに生まれ、妊娠し、赤ん坊を育てるためデロス・クロッシングへ逃れた。赤ん坊は生きのびることができなかった。双子宛のメリーアンの手紙と一緒に、亡くなったきょうだいの写真を双子は見つけ、メリーアンは児童保護サービスが生き残った子どもたちを連れて行ってしまうという恐怖でノイローゼになっていたことを理解する。双子はボートに乗った見知らぬ男性、すなわち自分たちの実父が実はトム・ヴェッチであると推定する。双子がトムと対峙した後、メリーアンが自分と子どもたち2人を殺すことを計画していたと信じるか、トムが主張するようにタイラーがメリーアンを探しに来たとき、メリーアンが自殺を計画していたと信じるか、プレイヤーはアリソンとして決めなければならない。アリソンの選択に応じて、主に2つの結末が提示される。
- アリソンがメリーアンを殺したことをエディに認めることを選び、メリーアンの死についてトムの記憶を選んだ場合（もしくはどちらかを選んだ場合）、タイラーが最後に一度だけ家に戻り、アリソンはジュノーでセラピーを受ける。
- アリソンがメリーアンの死に責任があることをエディに話さず、タイラーをメリーアンから救ったと信じる場合、アリソンは家を売らないことに決め、ひとりでその家に住み、ゴブリンの本の新しい章を書く。

また、エピローグの詳細の多くはプレイヤーがゲーム中に行った選択により決定される。例えば、エディやテッサと和解するかどうかや、テレパシーの結び付きや双子が親しい間柄を維持するかどうかはすべてエンディングに影響する。

## 開発と販売

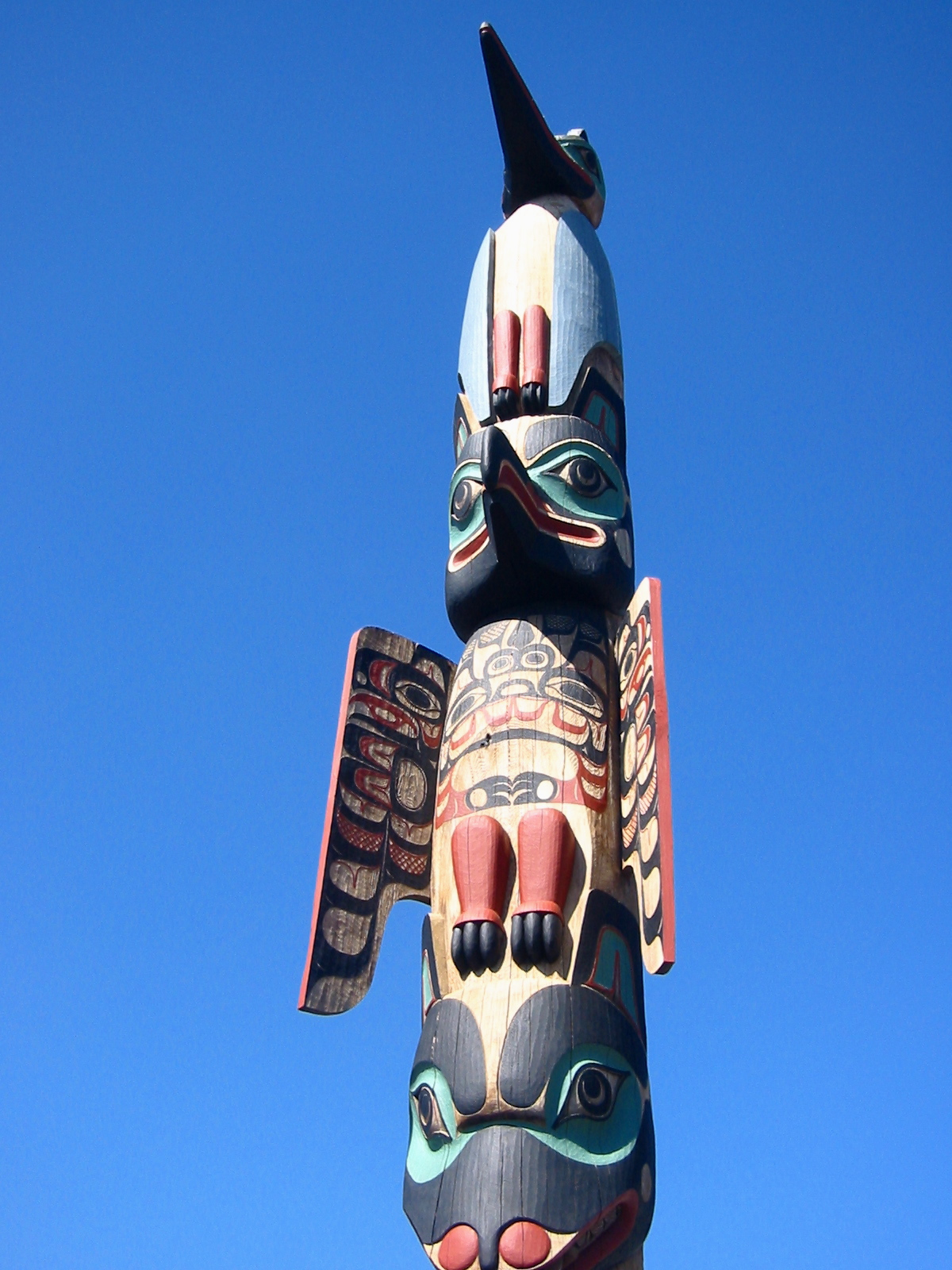
トリンギットのトーテムポール

本作は2019年11月14日にマイクロフトがロンドンで開催したXboxイベントで最初に発表された。Dontnodは『ライフ イズ ストレンジ』のエピソードを販売するタイミングが変則的であったという批判に対応して、3つのエピソードの販売スケジュールを2020年の半ば以降に約束すると述べた。
リードライターのMorgan Lockhartによると、物語は「過去の出来事に関して相反する記憶から衝突が生まれる様子や家族に関するもの」として始まった。アリソンとタイラーや、2人が育った小さな町を中心として展開し、そこからライティングチームはキャラクターの性格を決定するためにそれ以上の設定を追加したとLockhartは述べた。Dontnodの目標は「厳しいアメリカの現実」について「正直な」物語を描写することであり、双子たちの母メリーアン・ローナンの死の背後にある真実に焦点をあてることの一環として、貧困、メンタルヘルス、偏見といった題材を調査した。衝突に関してゲーム内で示唆されるその他の題材には銃所持の権利と転向療法がある。
Dontnodはタイラー・ローナンというキャラクターを「トランスジェンダーを体験することにおいて本物の表現」にするためGLAADと連携した。タイラー・ローナンは主要なスタジオのAAAタイトルで主役を務める最初のトランスジェンダーのキャラクターである。GLAADのトランスジェンダーのメディアと表現部門のディレクターNick Adamsは事業の顧問となり、タイラーに適切な配役を決定するよう勧めた。タイラー役にはトランス男性である声優のAugust Aiden Blackが割り当てられた。本作はタイラーのジェンダーアイデンティティに「向き合うのを避けないこと」と、ジェンダーアイデンティティが個人的な面でタイラーに影響を与え、このことは他人がタイラーに反応する様子を伴うことが多いが、そういった様子を示すことの均衡をうまくとっているとNick Adamsは述べた。Xbox Publishingのナラティブ・ディレクターClay Carmucheは、物語の主題だけでなく語り手の視点が、議論される話題や語られる物語の性質に影響を与えると示唆した。また、本作の物語はタイラーのジェンダーを認識していなくても語ることができると述べたが、よく知らないことを掘り下げるほうがもっと面白くなると主張した。タイラー役の声優には、トランス男性の声優が起用されることとなった。だが、人材発掘用のツールでは、男女の選択が必須となっており、どちらも選びたくない者は登録できないようになっていたため、本作のキャスティングの担当者は外部の組織と連携したり、SNSなどを駆使して声優を見つけてきた。
フランス語、ドイツ語、スペイン語（メキシコ）、ポルトガル語（ブラジル）の吹き替え版の音声録音は新型コロナウイルス感染症（COVID-19）が世界的に大流行した影響により遅れたため、様々な言語で字幕のみ提供された。その後、2020年10月31日に吹き替え版が発売された。
本作はトルコ、ロシア、中国、アラブ首長国連邦、シンガポール、ペルー他を含む、複数の国で購入できない。マイクロフトの広報担当者はゲームが入手できるかどうかは地域により異なり、その決定は様々な要因に基づいていると述べた。発売日の8月27日までは先行予約をすることができた。
2021年3月10日にチャプター1がすべてのプラットフォームで無料で入手可能になった。2021年のプライド月間である6月1日から30日まで、すべてのチャプターが無料になった。

## 評価
タイラーが主役の1人として登場するというDontnodの決定と、どのようにしてタイラーの描写を取り扱うかを説明しようとする広範囲のFAQの公表により、『Tell Me Why』は発表された際すぐさまメディアの関心を引いたと『Los Angeles Times』のTodd Martensは述べた。DontnodのFAQは「繊細な家族ものドラマとトラウマ」を扱うゲームに対する「ソーシャルメディアのナラティブの前に留まり、把握したいという願望」として解釈されたかもしれないが、マイノリティの表現が依然として相対的に珍しいままになっているという現実を表しており、『Tell Me Why』のような作品は「非常に綿密に読まれることを避け」られないとTodd Martensは示唆した。トランスジェンダーのアイデンティティにおける本作の描写は様々な意見で議論される題材である。
『ファミ通』の小林白菜は、繊細な心理描写や人間ドラマ、双子の家やアラスカの風景の表現、アクセシビリティ機能を評価したが、日本語字幕はわかりづらい部分があると指摘している。4Gamer.netの稲元徹也も、アラスカの情景の表現やシナリオと演出の完成度を評価した一方、日本語字幕の読みづらさを指摘した。
レビュー集約サイトMetacriticによると『Tell Me Why』は「概ね好意的なレビュー」を受けた。

### 表彰
| Year | Award                      | Category                                     | Result     | Ref.          |
| ---- | -------------------------- | -------------------------------------------- | ---------- | ------------- |
| 2020 | Best of Gamescom Awards    | Best Microsoft Xbox Game                     | 受賞       | [ 33 ]        |
| 2020 | The Game Awards            | Game for Impact                              | 受賞       | [ 34 ]        |
| 2021 | NAVGTR Awards              | Outstanding Original Light Mix Score, New IP | ノミネート | [ 35 ]        |
| 2021 | NAVGTR Awards              | Outstanding Performance in a Drama, Lead     | ノミネート | [ 35 ]        |
| 2021 | Pégases Awards             | Best Game                                    | ノミネート | [ 36 ] [ 37 ] |
| 2021 | Pégases Awards             | Beyond the Video Game                        | 受賞       | [ 36 ] [ 37 ] |
| 2021 | Pégases Awards             | Best Narrative Design                        | 受賞       | [ 36 ] [ 37 ] |
| 2021 | Pégases Awards             | Best Game Setting                            | ノミネート | [ 36 ] [ 37 ] |
| 2021 | Pégases Awards             | Best Character                               | ノミネート | [ 36 ] [ 37 ] |
| 2021 | SXSWゲーム賞               | Matthew Crump Cultural Innovation Award      | ノミネート | [ 38 ]        |
| 2021 | Gayming Awards             | Game of the Year                             | ノミネート | [ 39 ]        |
| 2021 | Gayming Awards             | Readers Award                                | ノミネート | [ 39 ]        |
| 2021 | Gayming Awards             | Authentic Representation Award               | 受賞       | [ 39 ]        |
| 2021 | Gayming Awards             | Best LGBTQ Character                         | 受賞       | [ 39 ]        |
| 2021 | Gayming Awards             | Best LGBTQ Narrative                         | ノミネート | [ 39 ]        |
| 2021 | 英国アカデミー賞ゲーム部門 | Game Beyond Entertainment                    | ノミネート | [ 40 ]        |
| 2021 | GLAADメディア賞            | Outstanding Video Game                       | 受賞       | [ 41 ]        |